# Německé divadlo (Plzeň)
Německé divadlo v Plzni (německy Deutsches Theater, později též Malé divadlo) byla novorenesanční divadelní budova v Plzni postavená v letech 1868 až 1869 podle návrhu architekta Josefa Niklase jakožto divadlo vybudované místními českými Němci pro pořádání divadelních představení v němčině. Stálo v ulici Goethova na okraji středověkého jádra města, nedaleko Radbuzy. Se slábnutím německojazyčné komunity ve městě postupně chátralo, od roku 1945 bylo opět zprovozněno, definitivně pak bylo uzavřeno roku 1965. Posléze bylo v roce 1977 zbořeno a na jeho místě vyrostla roku 1981 bankovní budova krajského ředitelství Státní banky Československé.

## Historie
První zprávy o divadelních představeních v Plzni pocházejí z přelomu 18. a 19. století, šlo však pouze o představení v němčině. První představení v češtině je doloženo až roku 1818.  Až roku 1832 ve městě vznikla kamenná budova Měšťanského divadla podle návrhu italského architekta Lorenza Sacchettiho, jehož program tvořil zpočátku německý repertoár, díky pozdějšímu zdejšímu působení kočovných divadelních společností Filipa Zöllnera (uměleckým šéfem Josef Kajetán Tyl), Josefa Emila Kramueleho, Pavla Švandy ze Semčic či Františka Pokorného se zde, jako v jednom z prvních kamenných divadel v českých zemích, konala pravidelná představení v češtině vedle německého repertoáru. Roku 1868 pak rozhodla městská rada, obsazená většinou českých zastupitelů, že se v Měšťanském divadle bude hrát pouze česky.

### Stavba
Početná plzeňská komunita na vzniklou situaci reagovala pohotovou přípravou stavby nové divadelní budovy, kde by se mohlo provozovat divadlo v němčině, pod hlavičkou spolku Deutscher Theaterverein. O výstavbu se rovněž významně zasloužil česko-německý lékař a purkmistr města Jan Maschauer, který se proti čistě českému repertoáru městského divadla vymezoval. Stavba s diváckou kapacitou 481 míst byla realizována podle návrhu pražského architekta Josefa Niklase, mj. autora budovy Novoměstského divadla v Praze, a autora návrhů výzdoby Huga Ullíka, stavební práce pak provedl plzeňský stavitel Martin Stelzer. Byla financována především z výtěžků sbírek a z finančních darů plzeňských Němců. Po dokončení svými kvalitami či technickým vybavením staré městské divadlo předčila.  

### Provoz
Poprvé se zde hrálo 21. října 1869, divadlo bylo otevřeno operou G. Rossiniho Vilém Tell předvedenou Sonnleithnerovou divadelní společností. Divadlo sloužilo jak hudebním, tak činoherním představením. Spolek posléze přikoupil vedlejší dům č. 342, kde zřídil společenský sál a kasino. Goethova ulice se díky tomu stala ústředním bodem německy mluvící populace města. Nové městské divadlo bylo pak v Plzni dostavěno roku 1902.
Se slábnoucí německou populací po vzniku Československa roku 1918 postupně upadala také činnost Německého divadla, jeho činnost byla úplně přerušena roku 1936, mj. z důvodu nevyhovujícího technického stavu, a po skončení druhé světové války a odsunu Němců z Československa divadlo ztratilo svůj původní účel. Jeho provoz byl obnoven roku 1945 pod hlavičkou Divadla J. K. Tyla jakožto menší divadelní scény určené  pro komorní představení či hudební revue a operety.  

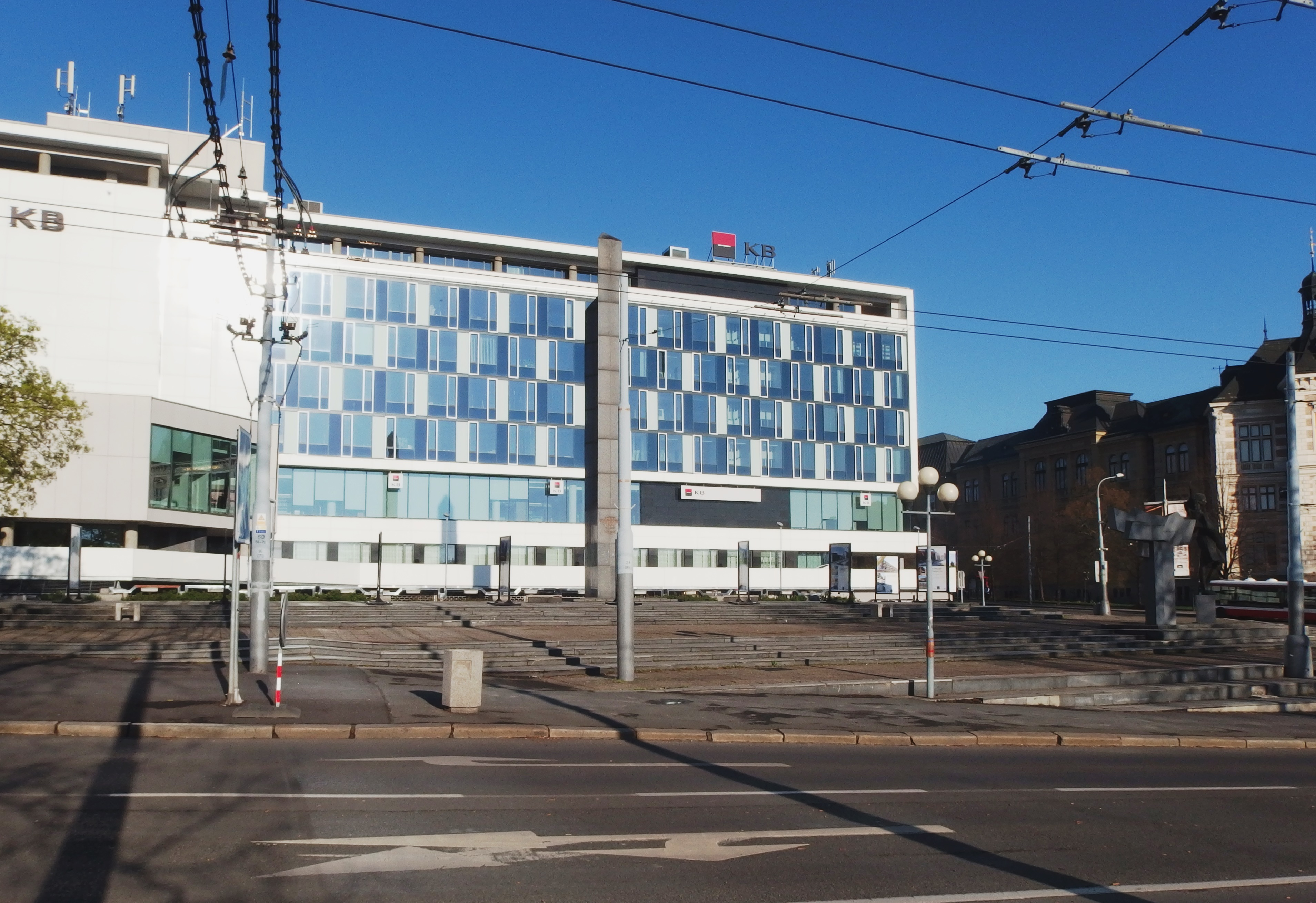
Bankovní budova (pozdější plzeňské sídlo Komerční banky) postavená na místě budovy divadla roku 1982

### Zánik
Špatný technický stav budovy a neochota tehdejších komunistických funkcionářů pečovat o budovu s německou historií vedl k uzavření divadla roku 1965 a přesunu programu malé scény Tylova divadla do prostor nově vytvořeného Komorního divadla v Prokopově ulici, přibližně 50 metrů od lokace Německého divadla. Komorní divadlo bylo však upraveno z někdejšího kina Univerzita a nedosahovalo tak technických ani estetických kvalit původní divadelní budovy. 
Stavba byla spolu s vedlejším spolkovým domem zbořena roku 1977, na jejím pozemku následně vyrostla modernistická bankovní budova (pozdější plzeňské sídlo Komerční banky). V českém prostředí je demolice takto velké a reprezentativní divadelní budovy poměrně unikátním jevem, většinu takto kvalitních staveb té doby se podařilo zachovat.